# 대한민국 형법 제21조
대한민국 형법 제21조는 정당방위에 대한 형법총론의 조문이다. 

## 조문
제21조(정당방위) ① 자기 또는 타인의 법익에 대한 현재의 부당한 침해를 방위하기 위한 행위는 상당한 이유가 있는 때에는 벌하지 아니한다.

②방위행위가 그 정도를 초과한 때에는 정황에 의하여 그 형을 감경 또는 면제할 수 있다.

③전항의 경우에 그 행위가 야간 기타 불안스러운 상태하에서 공포, 경악, 흥분 또는 당황으로 인한 때에는 벌하지 아니한다.

第21條(正當防衛) ① 自己 또는 他人의 法益에 對한 現在의 不當한 侵害를 防衛하기 爲한 行爲는 相當한 理由가 있는 때에는 罰하지 아니한다.

②防衛行爲가 그 程度를 超過한 때에는 情況에 依하여 그 刑을 減輕 또는 免除할 수 있다.

③前項의 境遇에 그 行爲가 夜間 其他 不安스러운 狀態下에서 恐怖, 驚愕, 興奮 또는 唐慌으로 因한 때에는 罰하지 아니한다.

## 비교 조문
일본형법 제36조(정당방위) ① 급박부정(不正)한 침해에 대하여 자기 또는 타인의 권리를 방위하기 위하여 부득이하게 행한 행위는 벌하지 아니한다.
② 방위의 정도를 초과한 행위는 정상에 따라 그 형을 감경 또는 면제할 수 있다.

## 내용
정당방위에 해당하는 행위는 현재의 부당한 침해로부터 자기 또는 타인의 법익을 보호하기 위한 것으로서 상당한 이유가 있는 경우에는 처벌되지 않는다. 만약 방위행위가 그 정도를 초과한 경우라도 정황에 따라 형을 감경하거나 면제할 수 있으며, 특히 야간이나 그 밖의 불안한 상태에서 공포, 경악, 흥분 또는 당황 등으로 인해 방위행위의 정도를 초과하게 된 경우에는 이를 벌하지 않는다.

## 판례
- 피해자 일행 중 1명의 빰을 때린 데에서 비롯된 가해자 등의 행위는 피해자 일행의 부당한 공격을 방위하기 위한 것이라기보다는 서로 공격할 의사로 싸우다가 먼저 공격을 받고 이에 대항하여 가해하게 된 것이라고 봄이 상당하고 이와 같은 싸움의 경우, 가해행위는 방어행위인 동시에 공격행위의 성격을 가지므로 정당방위 또는 과잉방위행위라고 볼 수 없다[1]
- 침해행위에서 벗어난 후 분을 풀려는 목적에서 나온 공격행위는 정당방위가 아니다[2]
- 서로 격투를 하는 자 상호간에는 공격행위와 방어행위가 연속적으로 교차되고 방어행위는 동시에 공격행위가 되는 양면적 성격을 띠는 것이므로 어느 한쪽 당사자의 행위만을 가려내어 방어를 위한 정당행위라거나 또는 정당방위에 해당한다고 보기 어려운 것이 보통이나, 외관상 서로 격투를 하는 것처럼 보이는 경우라고 할지라도 실지로는 한쪽 당사자가 일방적으로 불법한 공격을 가하고 상대방은 이러한 불법한 공격으로부터 자신을 보호하고 이를 벗어나기 위한 저항수단으로 유형력을 행사한 경우라면, 그 행위가 적극적인 반격이 아니라 소극적인 방어의 한도를 벗어나지 않는 한 그 행위에 이르게 된 경위와 그 목적수단 및 행위자의 의사 등 제반 사정에 비추어 볼 때 사회통념상 허용될 만한 상당성이 있는 행위로서 위법성이 조각된다고 보아야 할 것이다.[3]
- 이혼소송중인 남편이 찾아와 가위로 폭행하고 변태적 성행위를 강요하는 데에 격분하여 처가 칼로 남편의 복부를 찔러 사망에 이르게 한 경우, 그 행위는 방위행위로서의 한도를 넘어선 것으로 사회통념상 용인될 수 없다는 이유로 정당방위나 과잉방위에 해당하지 않는다[4]
- 어떠한 행위가 정당방위로 인정되려면 그 행위가 자기 또는 타인의 법익에 대한 현재의 부당한 침해를 방어하기 위한 것으로서 상당성이 있어야 하므로, 위법하지 않은 정당한 침해에 대한 정당방위는 인정되지 아니하고, 방위행위가 사회적으로 상당한 것인지 여부는 침해행위에 의해 침해되는 법익의 종류, 정도, 침해의 방법, 침해행위의 완급과 방위행위에 의해 침해될 법익의 종류, 정도 등 일체의 구체적 사정들을 참작하여 판단하여야 한다[5].
- 경찰관직무집행법 제10조의4 제1항에 의하면, 경찰관은 범인의 체포, 도주의 방지, 자기 또는 타인의 생명·신체에 대한 방호, 공무집행에 대한 항거의 억제를 위하여 필요하다고 인정되는 상당한 이유가 있을 때 그 사태를 합리적으로 판단하여 필요한 한도 내에서 무기를 사용할 수 있되, 다만 형법에 규정한 정당방위나 긴급피난에 해당하는 때, 사형·무기 또는 장기 3년 이상의 징역이나 금고에 해당하는 죄를 범하거나 범하였다고 의심할 만한 충분한 이유가 있는 자가 경찰관의 직무집행에 대하여 항거하거나 도주하려고 할 때 또는 체포, 도주의 방지나 항거의 억제를 위하여 다른 수단이 없다고 인정되는 상당한 이유가 있는 때를 제외하고는 무기 사용으로 인하여 사람에게 위해를 주어서는 안된다고 규정하고 있고, 경찰관의 무기 사용이 위와 같은 요건을 충족하는지 여부는 범죄의 종류, 죄질, 피해법익의 경중, 위해의 급박성, 저항의 강약, 범인과 경찰관의 수, 무기의 종류, 무기 사용의 태양, 주변의 상황 등을 고려하여 사회통념상 상당하다고 평가되는지 여부에 따라 판단하여야 하고, 특히 사람에게 위해를 가할 위험성이 큰 권총의 사용에 있어서는 그 요건을 더욱 엄격하게 판단하여야 할 것임은 원심이 판시하고 있는 바와 같다.[6]

## 참고문헌
- 김준호. (2024). 형법 제21조 제1항과 제2항의 문의적 관계에 관한 연구 - 방위행위 이론에 관한 논증적 분석을 덧붙이며. 법학논총, 60, 103-142.
- 김준호. (2016). 형법 제21조 “방위하기 위한 행위”의 판단에 관한 연구. 법학논집, 21(1), 197-222.
- 김일수. (1991, 9). (형법)과잉방위(제21조 2항·3항). 고시계, 36(10), 134-150.
- 고영구. (1989, 2). 형법-형법 제21조 내지 제23조의 상당한 이유. 고시계, 34(3), 284-287.
- 원형식. (2007). 형법 제21조 제2항 및 제3항의 적용범위. 형사법연구, 19(1), 0-0.
- 허일태. (2006). 오상과잉방위와 형법 제21조 제3항. 형사법연구,(26), 569-596.
- 신영호. (2004). 현행 형법상 過剩防衛의 효과 - 형법 제21조 2항과 제21조 3항의 관계를 중심으로 -. 형사법연구,(21), 99-127.

## 같이 보기
- 정당방위
- 오상방위
- 긴급피난